# Oktober-Palast
Der ehemalige Oktober-Palast der Kultur (ukrainisch Жовтневий палац культури) nennt sich heute Internationales Zentrum für Kultur und Kunst (ukrainisch Міжнародний центр культури і мистецтв) und ist ein Kulturgebäude nahe dem Majdan Nesaleschnosti in der ukrainischen Hauptstadt Kiew.
Das Gebäude im Stil des späten Klassizismus, das unter anderem ein Theater und eine Bibliothek mit über 70.000 Buchbänden beherbergt, wurde nach Plänen des Architekten Vincent Beretti in den Jahren 1838 bis 1842 erbaut.
Im Gebäude gibt es weiterhin Räumlichkeiten für beispielsweise Ausstellungen, Konferenzen, Symposien und Seminare.

## Geschichte
Nach schweren Zerstörungen im Zweiten Weltkrieg wurde das Gebäude restauriert und am 24. Dezember 1957 wieder eröffnet. Seitdem besuchten mehr als 40 Millionen Menschen die verschiedenen kulturellen Veranstaltungen im Gebäude.

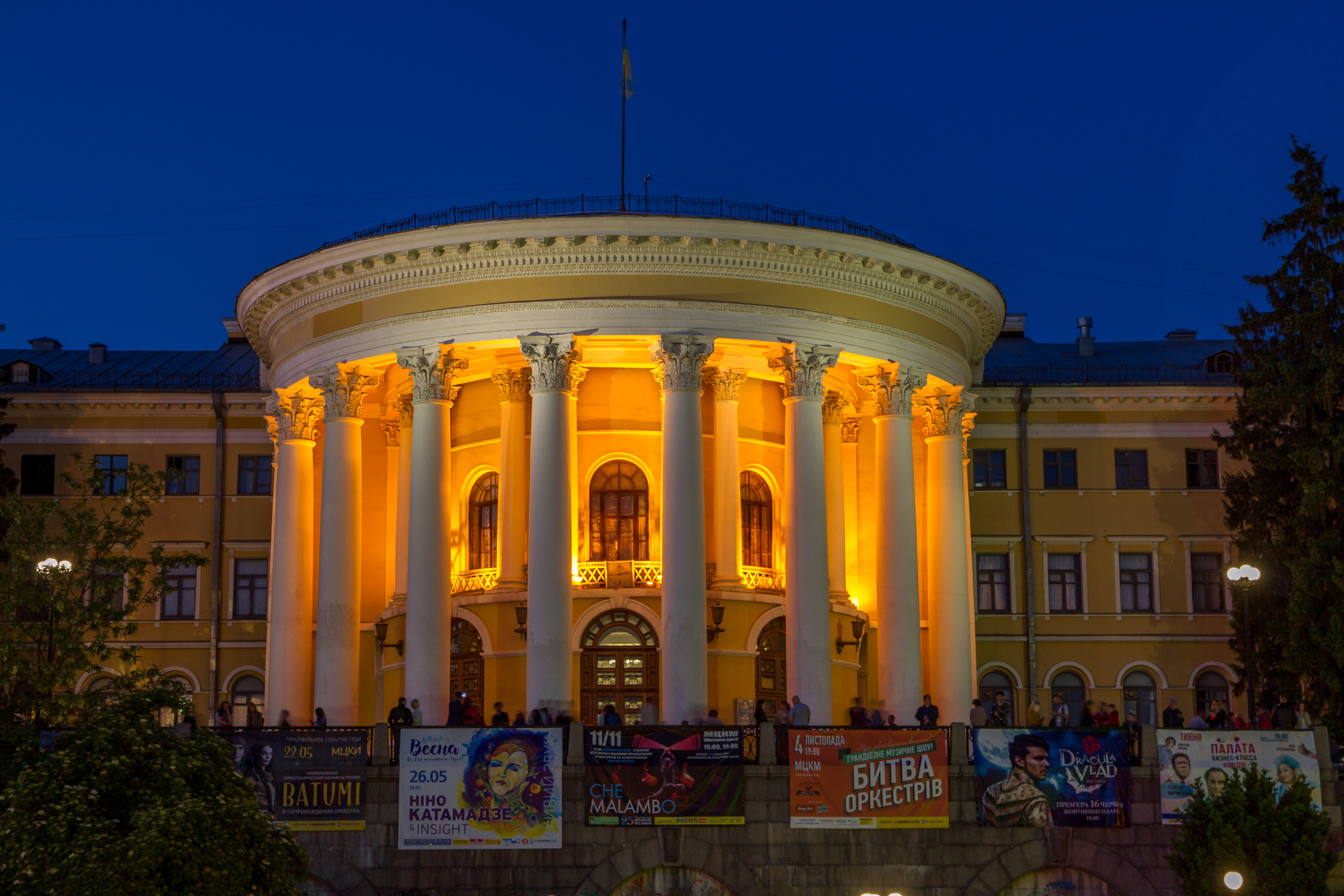
Nahaufnahme des Oktoberpalastes